# Кузоваткин, Роман Иванович
Роман Иванович Кузоваткин (14 октября 1930, Новая Алексеевка, Средневолжский край — 22 мая 2000, Тюмень) — советский нефтяник-первопроходец, организатор освоения крупнейших в СССР и мире Самотлорского и Варьёганского нефтяных месторождений, кандидат технических наук, лауреат Государственной премии СССР, кавалер Ордена Ленина, почётный гражданин Ханты-Мансийского Автономного округа — Югры.

## Биография
Родился в 1930 году в с. Ново-Алексеевка Николаевского района Средневолжского края. После окончания восьми классов поступил в Сызранский нефтяной техникум и в 1951 году получил диплом по специальности «эксплуатация нефтяных и газовых скважин». Начал свою трудовую деятельность оператором по добыче нефти.
В 1967 г. окончил Московский институт нефтехимической и газовой промышленности.
В 1968 году по приглашению Виктора Муравленко приехал в Тюменскую область, в Нижневартовск, и через некоторое время возглавил крупные нефтегазодобывающие предприятия. Кузоваткину предстояло через восемь лет увеличить нефтедобычу в 100 раз, доведя её до 130 000 000 тонн в 1977 году.
Под его руководством было введено в разработку Самотлорское месторождение, освоен промышленно метод так называемого газлифта, когда нефть из пласта поднимается на поверхность энергией газа. Этот метод позволил существенно повысить нефтеотдачу.
1968 г. — начальник НГДУ «Мегионнефть».
В апреле 1969 года Самотлор ввели в разработку, и проектировщики института «Гипротюменнефтегаз» постоянно общались с Кузоваткиным. Роман Иванович не раз выдвигал интересные предложения. Проходило время, и усилиями ученых, проектировщиков, промысловиков были найдены и применены методы освоения и обустройства нефтяных месторождений Западной Сибири. Большинство таких решений было впервые внедрено на Самотлоре.
Нефтяники называли Кузоваткина «Самотлором Ивановичем», «Самотлорычем». Это месторождение давало до 150 млн тонн нефти в год. Кузоваткин внёс огромный вклад в развитие и становление производственного объединения «Юганскнефтегаз».
1970—1977 гг. — первый начальник НГДУ «Нижневартовскнефть».
Самотлору Кузоваткин отдал 10 лет жизни. В 1977 году, после смерти Муравленко, Романа Ивановича отлучили от Самотлора, назначив генеральным директором «Юганскнефтегаза». Эту разлуку Роман Иванович очень сильно переживал.
1977—1983 гг. — генеральный директор НО «Юганскнефтегаз»
1983—1985 гг — начальник Главтюменнефтегаза.
1986—1989 гг — советник Министерства топливно-энергетической промышленности Алжира.
С 1994 г. — президент ОАО «Сибирская инновационная нефтяная корпорация», представитель «Роснефти» в Тюменской области.
Годы работы на Самотлоре стали для Кузоваткина поистине звёздными.

 «Нижневартовск — особая страница моей биографии. Самотлор — моё детище. И ради жизни на земле здесь приходилось держать суровый бой»
В 2000 году на месторождении была открыта новая нефтяная залежь с извлекаемыми запасами 50 миллионов тонн.
Кузоваткин в последние годы жизни работал и проживал в Тюмени, где скончался 22 мая 2000 года. Похоронен на Червишевском кладбище.
За трудовой вклад в становление нефтяной промышленности Западной Сибири удостоен государственных наград.

## Научная деятельность
Опубликовал 15 печатных работ и получено 7 авторских свидетельств на изобретения.
В 1982 году ему присвоено звание кандидата технических наук.

## Награды
- Орден Ленина (1975)
- Ордены Трудового Красного Знамени (1971, 1981)
- «Знак Почёта» (1966)
- Значок «Отличник нефтяной промышленности СССР»
- Лауреат Государственной премии СССР (1977)
- Лауреат премии Совета Министров СССР (1981)
- Почётный гражданин Нефтеюганского района (1997)
- Почётный гражданин Ханты-Мансийского автономного округа — Югры (2000)

## Память
- В 2000 году по заказу Тюменской Нефтяной компании вышла книга «Легенда Самотлора: Воспоминания о Романе Ивановиче Кузоваткине».
- В 2004 году именем Р. И. Кузоваткина было названо месторождение на Чупальском лицензионном участке, улицы в Нижневартовске, Нефтеюганске и Пойковском.
- 14 октября 2005 года в Нефтеюганске на здании ОАО «Юганскнефтегаз» ему была открыта мемориальная доска.
- В 2006 году в Нижневартовском авиацентре «Крылья Самотлора» самолёту Ан-2 было присвоено имя Кузоваткина.
- В 2007 году в Нижневартовске состоялся 5-й юбилейный турнир по настольному теннису памяти Романа Кузоваткина.
- В 2013 году в ознаменование добычи 10-миллиардной тонны тюменской нефти по ходатайству Ханты-Мансийского автономного округа — Югры имя Романа Кузоваткина было присвоено самолёту Boeing 737-800 (регистрационный номер VQ-BQR) авиакомпании «Ютэйр»[5].